# Jagdgeschwader 143
La Jagdgeschwader 143 (JG 143) (143e escadron de chasseurs) est une unité de chasseurs de la Luftwaffe à l'aube de la Seconde Guerre mondiale.
Active de fin 1938 à début 1939, l'unité était affectée aux missions visant à assurer la supériorité aérienne de l'Allemagne dans le ciel de l'Europe.

## Opérations
Le JG 143 opère sur des chasseurs :
- Arado Ar 68E ;
- Messerschmitt Bf 109D.

## Organisation

### I. Gruppe
Formé le 1er novembre 1938 à Illesheim  à partir du III./JG 234 avec :
- Stab I./JG 143 à partir du Stab III./JG 234
- 1./JG 143 à partir du 4./JG 234
- 2./JG 143 à partir du 5./JG 234
- 3./JG 143 à partir du 6./JG 234

Le 1er janvier 1939, le I./JG 143 est renommé I./ZG 143 :
- Stab I./JG 143 devient Stab I./ZG 143
- 1./JG 143 devient 1./ZG 143
- 2./JG 143 devient 2./ZG 143
- 3./JG 143 devient 3./ZG 143

#### Gruppenkommandeure (commandant de groupe)
| Début             | Fin              | Grade     | Nom              |
| ----------------- | ---------------- | --------- | ---------------- |
| 1er novembre 1938 | 1er janvier 1939 | Hauptmann | Wilhelm Lessmann |